# Де Винтер, Альфонс
Альфо́нс Франсу́а Мария де Ви́нтер (фр. Alphonse François Marie De Winter; 12 сентября 1908, Антверпен — 7 июля 1997) — бельгийский футболист, играл на позиции полузащитника. Участник чемпионата мира 1938 года.

## Биография

### Клубная карьера
В течение 11 сезонов Де Винтер играл за «Беерсхот», в составе которого в составе которого выиграл два чемпионских титула в 1938 и 1939 годах. Помимо этого, два раза в 1929 и 1937 годах становился вице-чемпионом страны. В 1939 году завершил игровую карьеру, но в 1942 году вернулся в футбол и играл за «Руселаре».

### Карьера в сборной
Дебютировал за сборную Бельгии 30 мая 1935 года в товарищеском матче со сборной Швейцарии — матч завершился со счётом 2:2.
В составе сборной Бельгии принимал участие на чемпионате мира 1938 года, где сыграл в матче со сборной Франции — Бельгия проиграла 1:3 и выбыла из турнира. Всего за сборную Бельгии сыграл 19 матчей.

### Смерть
Скончался 7 июля 1997 года в возрасте 88 лет.

## Достижения
«Беерсхот»
- Чемпион Бельгии (2): 1937/38, 1938/39